# Lødderup
Lødderup is een plaats in de Deense regio Noord-Jutland, gemeente Morsø. De plaats telt 268 inwoners (2008).